# BRIT Awards 2023
Die Brit Awards 2023 wurden am 11. Februar 2023 von der British Phonographic Industry (BPI) verliehen. Die Show fand wie die Jahre zuvor in The O2 Arena in London statt. Moderiert wurde die Verleihung wie im Vorjahr vom Stand-Up-Comedian Mo Gilligan.
Die Nominierungen wurden am 12. Januar 2023 verkündet.

## Auftritte
| Künstler                                         | Lied                                            |
| ------------------------------------------------ | ----------------------------------------------- |
| Harry Styles                                     | As It Was                                       |
| Wet Leg                                          | Chaise Longue                                   |
| Lewis Capaldi House Gospel Choir                 | Forget Me                                       |
| Lizzo                                            | Special 2 Be Loved (Am I Ready) About Damn Time |
| Stormzy                                          | Hide & Seek I Got My Smile Back                 |
| Cat Burns                                        | Go                                              |
| Sam Smith Kim Petras                             | Unholy                                          |
| David Guetta Becky Hill Ella Henderson Sam Ryder | Remember Crazy What Love Can Do I’m Good (Blue) |

## Gewinner und Nominierte
| British Album of the Year (präsentiert von Stanley Tucci) | British Artist of the Year (präsentiert von Lucien Laviscount und Camille Razat) |
| --- | --- |
| - Harry Styles – Harry’s House - The 1975 – Being Funny in a Foreign Language - Wet Leg – Wet Leg - Stormzy – This Is What I Mean - Fred Again – Actual Life 3 (January 1 – September 9 2022) | - Harry Styles - Central Cee - Fred Again - George Ezra - Stormzy |
| British Group (präsentiert von Chloe Kelly und Leigh-Anne Pinnock) | Song of the Year (präsentiert von Shania Twain) |
| - Wet Leg - The 1975 - Arctic Monkeys - Bad Boy Chiller Crew - Nova Twins | - Harry Styles – As It Was - Aitch & Ashanti – Baby - Cat Burns – Go - Dave – Starlight - Ed Sheeran & Elton John – Merry Christmas - Eliza Rose & Interplanetary Criminal – B.O.T.A. (Baddest of Them All) - George Ezra – Green Green Grass - Lewis Capaldi – Forget Me - LF System – Afraid to Feel - Sam Smith & Kim Petras – Unholy                                                                                    |
| Best Pop/R&B Act (präsentiert von Salma Hayek) | Best Dance Act (präsentiert von Alex Scott und Emily Atack) |
| - Harry Styles - Cat Burns - Charli XCX - Dua Lipa - Sam Smith | - Becky Hill - Bonobo - Calvin Harris - Eliza Rose - Fred Again |
| Best New Artist (präsentiert von Ellie Goulding und Tom Grennan) | Best Rock/Alternative Act (präsentiert von Selin Hizli und Daisy May Cooper) |
| - Wet Leg - Kojey Radical - Mimi Webb - Rina Sawayama - Sam Ryder | - The 1975 - Arctic Monkeys - Nova Twins - Tom Grennan - Wet Leg |
| Best Hip Hop/Grime/Rap Act (präsentiert von Declan Rice und Jodie Turner-Smith) | International Artist of the Year (präsentiert von Rhys Connah und Georgia May Jagger) |
| - Aitch - Central Cee - Dave - Loyle Carner - Stormzy | - Beyoncé - Burna Boy - Kendrick Lamar - Lizzo - Taylor Swift |
| International Group of the Year (präsentiert von Clara Amfo, Roman Kemp und Maya Jama) | Best International Song (präsentiert von Naomi Ackie) |
| - Fontaines D.C. - Blackpink - Drake & 21 Savage - First Aid Kit - Gabriels | - Beyoncé – Break My Soul - David Guetta & Bebe Rexha – I’m Good (Blue) - Fireboy DML & Ed Sheeran – Peru - Carolina Gaitán, Mauro Castillo, Adassa, Rhenzy Feliz, Diane Guerrero und Stephanie Beatriz – We Don’t Talk About Bruno - Gayle – ABCDEFU - Jack Harlow – First Class - Lizzo – About Damn Time - Lost Frequencies & Calum Scott – Where Are You Now - OneRepublic – I Ain’t Worried - Taylor Swift – Anti-Hero |
| Producer of the Year (präsentiert von Fatboy Slim) | Songwriter of the Year |
| - David Guetta | - Kid Harpoon |
| Rising Star | |
| - Flo - Cat Burns - Nia Archives | |